# Милан Чоп
Милан „Миле” Чоп (Славонски Брод, 5. октобар 1938) је бивши југословенски и хрватски фудбалер.

## Каријера
Као поуздани одбрамбени фудбалер друголигаша из Борова, стигао је 1962. године у Црвену звезду и у рекордном року постао је стандардни првотимац и државни репрезентативац. Дрес Црвене звезде носио је пет сезона, од 1962. до 1967. године, одиграо је 95 првенствених утамица и постигао два гола.
Већ у дебитантској сезони био је најстандарднији првотимац црвено-белих, одигавши 25 првенствених утамица, а стандардан је био и на европској сцени, где је са црвено-белима догурао до четвртфинала Купа сајамских градова, у коме је елиминисан од италијанске Роме – 0:3 и 2:0. Чоп је одиграо свих седам утакмица укључујући и три историјска сусрета са шпанском Барселоном – 3:2, 0:1 и 1:0.
У сезони 1963/64, Црвена звезда је освојила дуплу круну, а Милан Чоп је био један од њених најбољих и најстандарднијих првотимаца, у првенству је наступао на 24 утамице, док је у Купу забележио 5 наступа, укључујући и финални против загребачког Динама, који је завршен победом црвено-белих од 3:0.
Стандардни првотимац црвено-белих Чоп је био и у сезони 1964/65, одигравши 25 првенствених утакмица и постигавши свој први лигашки гол. Те сезоне постигао је свој првенац и на европској сцени, у мајсторици првог кола Купа европских шампиона против Глазгов ренџерса – 1:3.
У сезони 1965/66, доласком Бранка Кленковског, Чопове позиција у тиму нешто је ослабила, па је он те сезоне забележио 17 наступа, постигавши један гол. Играо је у обе утакмице Купа сајамских градова против италијанске Фиорентине – 0:4 и 1:3. У својој последњој сезони у црвено-белом дресу, Чоп је углавном био резерва, забележивши само 4 наступа.
На позив Александра Обрадовића, 1967. године прелази у Оукленд Клиперсе и дрес овог америчког клуба носи две сезоне, одигравши 42 утакмице и притом постигавши седам голова. У Оукленду је играо заједно са бившим саиграчима; голманом Мирком Стојановићем и нападачем Селимиром Милошевићем. Оукленд је у то време био права српска колонија, будући да су у њему поред поменуте тројице играли још бивши Партизановац, Илија Митић, те некадашњи играч ОФК Београда, Момчило Гаврић. Са Оуклендом је 1967. године био првак САД.
Из Оукленда се 1969. године враћа у Европу и две сезоне носи дрес француског Нансија, где је на 27 утакмица постигао један гол. У време када је Милан Чоп стигао у овај клуб, Нанси  је био друголигаш, али је са Чопом у тиму успео да избори повратак у елиту. Ту је Милан Чоп 1971. године практично завршио играчку каријеру, да би се три године касније, на позив Аце Обрадовића активирао и 1974. године и одиграо једну сезону у америчком Сан Хозеу.

## Каријера у репрезентацији
За репрезентацију Југославије одиграо је 10 утакмица. Дебитовао је 27. октобра 1963. године у поразу од Румуније – 1:2, у пријатељској утакмици одиграној у Букурешту.
Био је члан тима Југославије на Олимпијским играма 1964. у Токију.